# Mattias Zachrisson

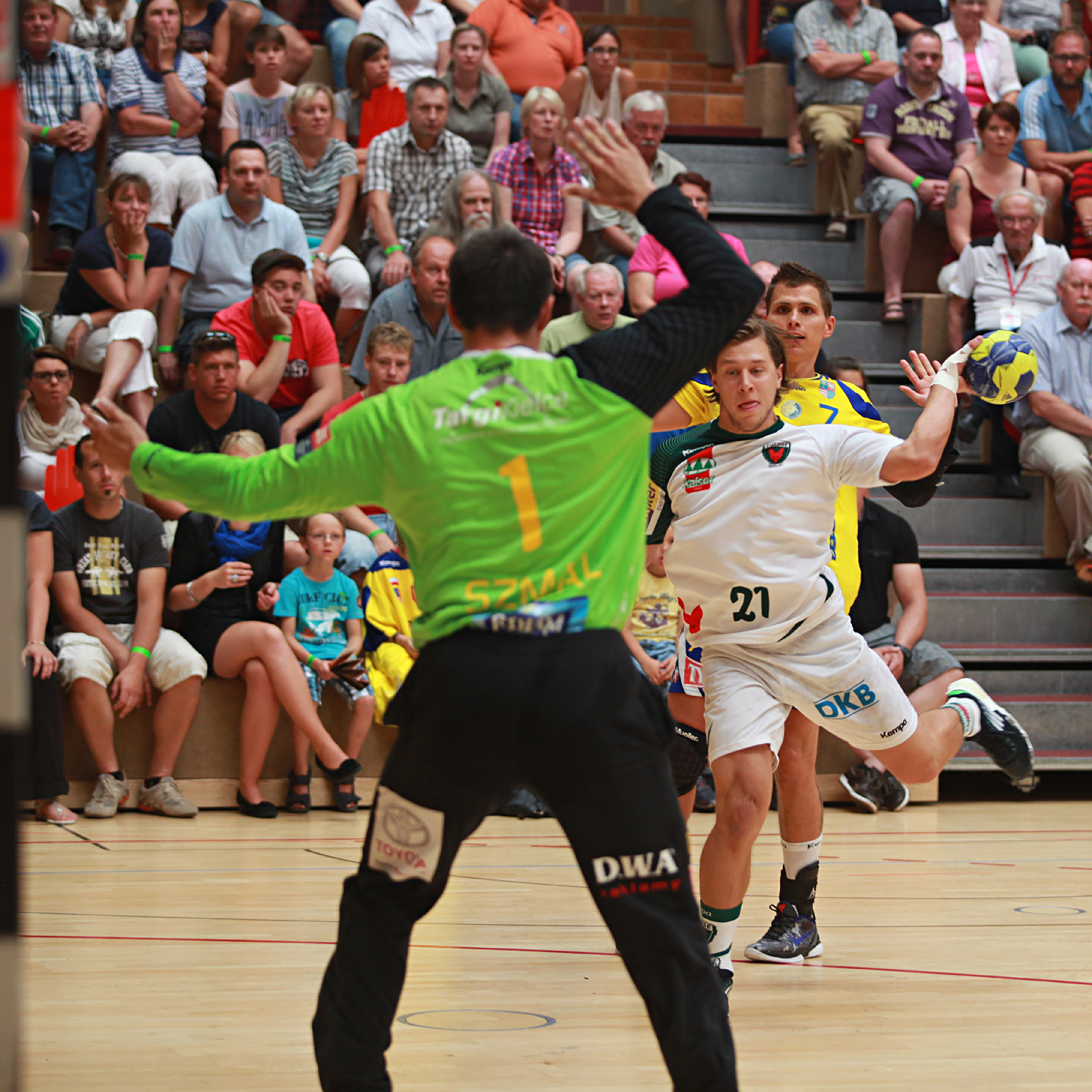
Mattias Zachrisson i Füchse Berlin, 2013.

Ralph John Mattias Zachrisson, född 22 augusti 1990 i Huddinge, är en svensk tidigare handbollsspelare (högersexa). Han spelade 128 landskamper och gjorde 305 mål för Sveriges landslag 2009–2019. Han är son till Lena Zachrisson, tidigare landslagsspelare i handboll.
Sedan november 2022 är Zachrisson sportchef i VästeråsIrsta HF.

## Klubblagskarriär
Mattias Zachrisson startade sin karriär i Irsta HF i Västerås men när han var 15 år valde han elitserieklubben Guif. Zachrisson var en tongivande spelare i Guif under flera säsonger. Guif stod för en god kontringshandboll där Zachrisson och Mathias Tholin som spjutspetsar stod för många mål i elitserien.
Den 18 februari 2009 vid bortamatchen mot IFK Skövde i Elitserien 2008/2009 noterades Zachrisson för 16 mål och 10,5 MEP-poäng. Det var vid den tiden det tredje bästa MEP-resultatet av en spelare i Elitserien någonsin. Han delar placering i topplistan med Martin Boquist, som under slutspelet efter säsongen 2002/2003 också fick 10,5 MEP-poäng. Han innehar fortfarande ligarekordet för antal MEP-poäng totalt under en säsongen (125,79 MEP-poäng säsongen 2010/2011).
2012 lämnade Zachrisson Guif för Bundesliga i Tyskland.
I Tyskland spelade Zachrisson i sju år för Füchse Berlin men en axelskada stoppade hans karriär. Den 1 november 2020 meddelade han att han slutar med handboll på elitnivå, på grund av axelskadan.

## Landslagskarriär

### Ungdomslandslag
Mattias Zachrisson blev den andre spelaren någonsin inom svensk handboll, efter Henrik Signell (1994), att spela för såväl junior- (U19), ungdoms- (U21) som A-landslaget under samma säsong. Zachrisson debuterade i A-landslaget den 9 januari 2009, under träningsturneringen Posten Cup i Norge mot Kuwait.
Den 7-9 januari 2011 vid U21-landslagets kval till U21-VM 2011 i Grekland spelade Zachrisson en framträdande roll. Han gjorde flest mål av alla med sina 30 mål på tre matcher och blev utsedd till matchens lirare i två av matcherna. Matcherna spelades i hans hemmahall Sporthallen i Eskilstuna.
Zachrisson har gjort flest mål i de svenska ungdomslandslagen genom tiderna i överlägsen stil. Totalt blev det 438 mål på 64 U-landskamper, vilket ger 6,84 mål i snitt per match.

### Seniorlandslag
När Sverige tog sig till final vid OS 2012 i London visade det sig att Dalibor Doder skadat sig så illa i semifinalen att han inte kunde spela finalen. Mattias Zachrisson, som var förste reserv på hemmaplan, kallades in och anslöt till laget inför finalen. Zachrisson spelade sedan ytterligare sju mästerskap med svenska landslaget: EM 2014, VM 2015, EM 2016, OS 2016, VM 2017, EM 2018, VM 2019. Han spelade mestadels som högersexa men kunde också användas som högernia. Förutom sitt skytte kännetecknades hans spel av bra spelförståelse.

## Meriter

### Klubblagsmeriter
- EHF-cupmästare två gånger (2015 och 2018) med Füchse Berlin
- IHF Super Globe-mästare två gånger (2015 och 2016) med Füchse Berlin
- Tysk cupmästare 2014 med Füchse Berlin

### Landslagsmeriter
- OS-silver 2012 i London
- EM-silver 2018 i Kroatien